# واروولدی
واروولدی (به مجاری:  Várvölgy) یک منطقهٔ مسکونی در مجارستان است که در ناحیه کست‌هی واقع شده‌است.